# Kettig
Kettig är en kommun och ort i Landkreis Mayen-Koblenz i förbundslandet Rheinland-Pfalz i Tyskland.
Kommunen ingår i kommunalförbundet Verbandsgemeinde Weißenthurm tillsammans med ytterligare sex kommuner.